# Minuartia valedictionis
Minuartia valedictionis är en nejlikväxtart som beskrevs av Mcneill. Minuartia valedictionis ingår i släktet nörlar, och familjen nejlikväxter. Inga underarter finns listade i Catalogue of Life.